# Костіс Хадзідакіс

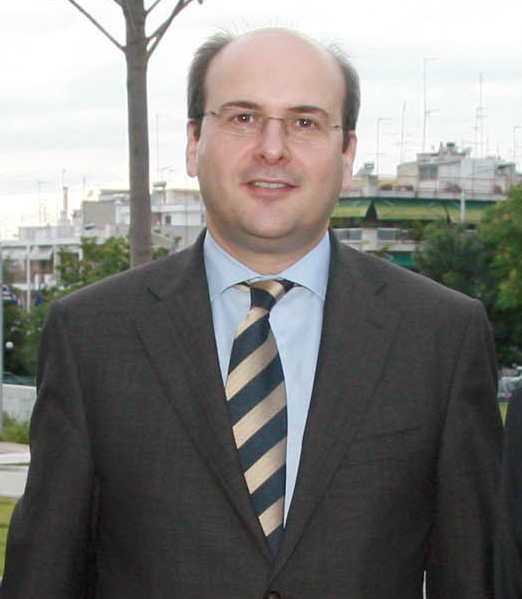
Костіс Хадзідакіс

Константінос (Костіс) Хадзідакіс (грец. Κωνσταντίνος (Κωστής) Χατζηδάκης; нар. 20 квітня 1965, Ретимно, Крит) — грецький політик, член Європейського парламенту з 1994 по 2007.

## Життєпис
Він вивчав право в Афінському університеті, а потім навчався в Університеті Кента. Він був генеральним секретарем молодіжної організації партії «Нова демократія».
У 1994, 1999 і 2004 роках він обирався до Європарламенту за списком «Нової демократії». Він належав до фракції християнських демократів. З 1999 по 2002 рік він очолював Комітет Європарламенту з питань регіональної політики, транспорту і туризму.
У 2007 році він вперше отримав мандат члена парламенту Греції, у вересні того ж року отримав посаду міністра транспорту і зв'язку в уряді Костаса Караманліса. У січні 2009 року він був переведений на посаду міністра розвитку]], яку він обіймав до жовтня того ж року. У червні 2012 року він вступив на посаду міністра розвитку, конкурентоспроможності, інфраструктури, транспорту та комп'ютеризації в уряді Антоніса Самараса, виконуючи цю функцію (зі зміненими обов'язками) до кінця повноважень кабінету міністрів у 2015 році.